# Тракийско изкуство
Тракийско изкуство се наричат условно всички артефакти и образи, изработени от траки (в Древна Тракия или извън Тракия), били в тракийска среда в периода от късната бронзова епоха (XVII – XVI в. пр.н.е.) до VI в. н.е. в района между Карпатите, Черно море, Мраморно море, Северното Егейско крайбрежие и поречието на р. Вардар.
Най-древният тракийски конник – така нареченият мадарски конник, изсечен е в скала, няколко метра висок и широк е в Мадара, България.
Тракийската култура се характеризира с много аспекти – изящни ювелирни произведения на изкуството, изработени от злато 24 карата, украсена керамика с характерни само за Тракия символи. Характеризира се още с мегалитни строежи от камък, погребални ритуали, в които мъртвият е полаган в гробница с кръгли куполи заедно с белите му коне, колесница със златна диадема, кани за вино, златни наколенници, меч, кучета и др.

## Характеристики
По характера си тракийското изкуство работи предимно за нуждите на тракийските царе и тракийската аристокрация. Елините са изумени от изящното тракийско майсторство и възприемат много от идеите и дори ги копират като свои.
Изкуството в Тракия, на територията на която продължително време в рамките на държавните обединения съществуват и градове колонии, се развива предимствено и интензивно през V и първата половина на IV век. пр.н.е. в условията на тъй наречената според някои автори царска икономика. Нейните основни характеристики са: монополното производство с най-скъпите суровини и материали; трибутната (данъчната) политика; редовните стопански и военно-строителни повинности на населението; заповяданите за изпълнение извънредни дейности на подчиненото население от всякакво естество.

## Взаимодействие
Културата на траките се формира във взаимодействие с културите на много древни народи – финикийци, фриги, лиди, етруски, скити, перси, келти, римляни и др., но най-вече с културата на древна Елада. Културата на траките се формират като култура на синтез.

### с източни изкуства
Изкуството на предна Азия от началото на I хил. пр.н.е. оказва влияние върху развитието на изкуството на всички околни народи. В изкуствата на тези народи се срещат пресъздадени идеи, мотиви и орнаменти, идващи от Мала Азия. Така например, в пред скитското изкуство в Кавказ много бронзови украшения се изработват от тамошните майстори, като се въвежда животинската украса, а успоредно с нея се срещат и фигурки на животни. Става въпрос за тъй наречения „кимерийски период“. Подобни явления наблюдаваме и в източната част на Балканския полуостров, заедно с долината на река Дунав, област, която допира до Азия.
Независимо че например брадвите с украсена пета, апликациите към конските амуниции и фигурките на животните са изработени в геометричен стил, те изразяват идеи, преминали в Тракия от Анатолия през Босфора и Дарданелите. Тези идеи са пресъздадени от тракийските майстори по свой стил, като от Тракия те са се разпръснали и в други региони на Югоизточна Европа, за което свидетелстват откритите в тези области кимерийски паметници. Тракийското изкуство, подобно на скитското, се култивира в дворците на царете и аристокрацията. Влиянието на изкуството на Анатолия в Тракия се засилва към края на VI век пр.н.е., вследствие на персийската окупация на южните тракийски области. В този период траките започват да изоставят старото си геометрично изкуство, като възприемат много от характерните стилови особености на персийското изкуство. Става въпрос за идеи, форми и мотиви от предахеменидския период на персийското изкуство. Или с други думи, благодарение на взаимодействието с изкуството на съседните народи се създават условия геометризацията като стилов похват, да се съчетае с друг основен стилов похват – схематизацията.
Интензивното развитие на тракийското изкуство обхваща периода от края на VI до началото на III век пр.н.е., като съвпада с неговия разцвет. Още в началото на V век пр.н.е. настъпва пълна промяна на предметния, декоративния и иконографския репертоар на тракийското изкуство.
Тракийското и скитското изкуство, произлизащи от един общ извор – изкуството на Анатолия, се развиват предимно като декоративни приложни изкуства, най-вече като украса на отделни предмети и съдове. Общото, което свързва тези изкуства, които се развиват по бреговете на Черно море, е конската амуниция. Те са възприели идеята за украсата на конската амуниция с животински изображения от анатолското изкуство, но я доразвиват съществено през периода на V и IV век пр.н.е.
Що се отнася до прякото влияние на изкуството на Ориента в Тракия, характерен пример за него са куполните гробници в архитектурата, при които имаме ярки персийски стилове и особености в торевтиката. Най-голяма част от подобни куполни гробници се намират преди всичко на територията на Одриското царство, като голям брой от тях са концентрирани в Долината на тракийските царе. По време на най-развитото държавно образувание на територията на Тракия, а именно Одриското царство, основополагащ фактор за интензивното развитие на тракийското изкуство са били идеите на тракийските царе да превърнат държавата си в една европейска Персия. Те предприемат далечни походи с цел завоевания на територии, като царете, аристократите и военачалниците са носели нагръдници, украшения на конете си, и щитове, подобни на носените в Персия. Трапезите си те са украсявали с изящно изработени съдове – ритони, фиали, кани и други. По време на Одриското царство се издигат и редица монументални гробници, голяма част от които следват микенските традиции в източното Средиземноморие.

### с гръцкото изкуство
Културата на траките се формира като култура на синтез, което важи с пълна сила и за тракийското изкуство. В Тракия се формират култура и изкуство, проникнати от елементите на гръцката култура, най-вече благодарение на влиянието на гръцките колонии в Халкидика, както и под прякото влияние на културата и изкуството на континентална Гърция – влияние, проникващо в Тракия през Тесалия, по долината на река Вардар. Това влияние, изразяващо се във възприемане на характерни образци на древногръцкото приложно изкуство, прониква в Тракия и постепенно се превръща в неразделна част от тракийското изкуство.
Редица археологически открития свидетелстват, че още през IV век пр.н.е. някои от тракийските владетели са канели гръцки гравьори, на които са възлагали изработката на бронзови матрици за сечене на монети. Доказателство за това са откритите монети, сечени по времето на тракийския владетел Севт III. На скулптуристи те са поръчвали изработката на бронзови статуи, каквато е откритият бронзов глиган от бронзовата група в гробницата в Мезек край Свиленград. Тракийските владетели и част от тракийската аристокрация са възлагали на живописци да им изписват дворците и гробниците, но не само на местни майстори, а и на майстори от континентална Гърция и гръцките колонии в Тракия Понтика. От колониите в Тракия Понтика през V-IV век пр.н.е. във вътрешността на цяла Тракия проникват, освен гръцките търговци, наемници и военни командири, така също и занаятчии, строители и живописци. На базата на тези прониквания се засилва влиянието на гръцкото изкуство върху тракийското. Постепенно се въвежда монументалната скулпура и живопис – изкуства, каквито по-рано в Тракия не е имало.
Под влияние на наложените му от ахеменидския стил особености и възприемането на мотивите, характерните черти и най-добрите образци на гръцкото изкуство, тракийският майстор на приложното изкуство се старае да ограничи употребата на силно декоративните условни средства, като проявява известна доза реализъм, пример за което е достоверното представяне на фигурите на човека и животните. Типични примери за това са украшенията на бронзовата врата на гробницата в Мезек и статуята на глигана, както и изписаните от живописци гробници на владетелите.
Има редица свидетелства, че още към края на VI век пр.н.е. торевтиката, като техника за обработка на скъпоценни метали или на бронз чрез матрици или щампи, както и чрез цизелиране, постепенно се превръща в основна изразна форма на тракийското изкуство. По-големият брой на изработваните метални съдове, в това число и от благородни метали и бронз, отговаря на нуждите на тракийските владетели и аристокрацията. Разкритите разкопки от този и следващите периоди са доказателство, че тракийската торевтика е резултативно явление на културно-историческите взаимодействия с народите от околните страни. Разкопките през последните десетилетия свидетелстват, че през този период Тракия, по отношение на торевтиката и ювелирството, вече е изпреварила редица страни от средна Европа.
По време на разцвета на тракийското изкуство, появата на човешката фигура в изображенията по различните предмети и съдове става задължителна, като чрез това се обозначава участието на хората в пълния цикъл на възраждането на природата и преминаването на човека през етапите на самоусъвършенстване и преодоляване на ценностни изпитания, през които преминават тракийските династи, в стремежа си към безсмъртие.
Много често срещани са сюжетите и епизодите, свързани с ценностни изпитания за героя-цар, както и с прояви на върховната сътворителка (Великата богиня – майка) и свещеният брак с нея. Тракийската иконография използва различни начини за представяне на религиозно-идеологическо съдържание – зооморфен, антропоморфен, фитоморфен, предметен.